# Élections sénatoriales néerlandaises de 2007
Les élections sénatoriales néerlandaises de 2007 (en néerlandais : Eerste Kamerverkiezingen 2007) se tiennent le 29 mai afin d'élire les 75 sénateurs siégeant à la Première Chambre des États généraux pour un mandat de quatre ans.

## Résultats
| Parti                    | Parti                                                  | Voix | Poids   | %     | +/-   | Sièges | +/-           |
| ------------------------ | ------------------------------------------------------ | ---- | ------- | ----- | ----- | ------ | ------------- |
|                          | Appel chrétien-démocrate (CDA)                         | 151  | 43 501  | 26,67 | 2,31  | 21     | 2             |
|                          | Parti populaire pour la liberté et la démocratie (VVD) | 101  | 31 360  | 19,23 | 0,04  | 14     | 1             |
|                          | Parti travailliste (PvdA)                              | 114  | 31 032  | 19,03 | 6,09  | 14     | 5             |
|                          | Parti socialiste (SP)                                  | 83   | 25 231  | 15,47 | 10,18 | 12     | 8             |
|                          | Union chrétienne (CU)                                  | 38   | 9 706   | 5,95  | 2,88  | 4      | 2             |
|                          | Gauche verte (GL)                                      | 31   | 9 074   | 5,56  | 1,16  | 4      | 1             |
|                          | Parti politique réformé (SGP)                          | 14   | 3 690   | 2,26  | 0,64  | 2      | en stagnation |
|                          | Parti pour les animaux (PvdD)                          | 10   | 3 366   | 2,06  | Nv.   | 1      | 1             |
|                          | Démocrates 66 (D66)                                    | 9    | 3 270   | 2,01  | 2,37  | 2      | 1             |
|                          | Groupe indépendant du Sénat (OSF)                      | 12   | 2 857   | 1,75  | 0,03  | 1      | en stagnation |
|                          |                                                        |      |         |       |       |        |               |
| Suffrages exprimés       | Suffrages exprimés                                     | 563  | 163 087 | 99,71 |       |        |               |
| Votes blancs et nuls     | Votes blancs et nuls                                   | 1    | 475     | 0,29  |       |        |               |
| Total                    | Total                                                  | 564  | 163 562 | 100   | -     | 75     | en stagnation |
| Abstentions              | Abstentions                                            | 0    | 0       | 0,00  |       |        |               |
| Inscrits / Participation | Inscrits / Participation                               | 564  | 163 562 | 100   |       |        |               |